# Isis (Lully)
Isis (LWV 54) je francouzská opera (tragédie lyrique), jejímž autorem je Jean Baptiste de Lully. Libreto sepsal Lullyho blízký spolupracovník Philippe Quinault, který vytvořil libreta i pro jeho další opery. Opera měla premiéru 5. ledna 1677 na zámku Saint-Germain-en-Laye a první vydání vyšlo roku 1719.
Philippe Quinault se při tvorbě libreta inspiroval jednou z epizod sbírky Proměny od Publia Ovidia Nasa, původně tragický konec však vypustil. Příběh se odehrává mezi římskými bohy; Jupiter je zamilován do nymfy Íó (Io), kterou svádí v podobě oblaku; přestože nymfa však jeho lásku neopětuje, je vystavena pomstě Jupiterovy žárlivé manželky Junony. Když se božský pár smíří, je nymfa povýšena mezi bohy pod novým jménem „Isis“.
Hudebně patří Isis mezi Lullyho nejlepší díla, přímo inspirovala řadu jiných skladatelů a již ve své době získala přízvisko opera muzikantů, což však současně naznačuje její menší oblibu u běžného publika. Libreto bylo současníky hodnoceno vesměs nepříznivě a až v nové době se dočkalo lepšího hodnocení. Původní inscenace Isis u dvora Ludvíka XIV., s technicky náročnou výpravou a se zapojením mnohočetného sboru a baletu, byla velmi nákladná.
Ve své době se obecně Isis netěšila přílišné popularitě, zejména kvůli skandálu u královského dvora. Kvůli domnělým narážkám v textu na skutečné osoby ztratil libretista Quinault dočasně přístup ke dvoru, opera se u dvora přestala uvádět a ani její následné uvedení v pařížském divadle dojem nenapravilo. Po několika málo úspěšných reprízách v první polovině 18. století se v úplnosti nehrála čtvrt tisíciletí a byla vzkříšena až roku 2005.

## Vznik a první představení
Operou Isis chtěli Quinault a Lully navázat na rozhodný úspěch, kterého dosáhli o rok dříve operou Atys. Podobně jako v případě Atyse či Thésea se jednalo o námět z Ovidia, nicméně tragické vyústění bylo oproti nim vypuštěno. Pětiaktové tragédii byl předeslán prolog alegorickou formou oslavující vítězství, jichž dosáhl na Středozemním moři Ludvík XIV. – či spíše jeho námořní velitel Abraham Duquesne – v průběhu roku 1676 nad holandským a španělským loďstvem v bitvách u Alicudi, Agosty a Palerma (během Francouzsko-nizozemské války). Představení, jež připravovali libretista a skladatel spolu se scénografem a vynálezcem divadelních strojů Carlem Vigaranim (1637–1713), bylo připraveno se zvláštní pečlivostí a na rozdíl od předcházejících oper Théseus a Atys se premiéra konala bez zpoždění, v předem stanoveném termínu. Náklady uhrazené královskou pokladnou se vyšplhaly na 151 780 livrů 60 sous, z toho asi třetina (46 265 livrů) padla jen na scénickou výpravu. Jednalo se o největší sumu, která byla pro Lullyho operu zaznamenána, cena o polovinu přesáhla náklady předchozí opery Atys. Jako obvykle u Lullyho oper se představení účastnil z dnešního hlediska malý, byť současníky za velký považovaný orchestr zhruba 20 hráčů, přičemž v operách tohoto období k nim pro větší efekt přistupoval značný počet hráčů přímo na scéně (v případě Isis 5 trubek, 8 fléten, 2 tenorové flétny – „dessus de flûte“ a dvoje housle – „dessus de violon“). Orchestr se na jevišti dělil o prostor postupně s až 50-60 zpěváky (sólisty a sboristy) a přibližně čtyřiceti tanečníky a v závěrečné apoteóze účinkovalo okolo padesáti osob, což byl podle dochovaných vyobrazení pravděpodobně maximální počet, který bylo jeviště schopno pojmout.
Premiéra se konala v taneční síni (salle des balles) starého zámku v Saint-Germain-en-Laye dne 5. ledna 1677.

## Skandál udvora

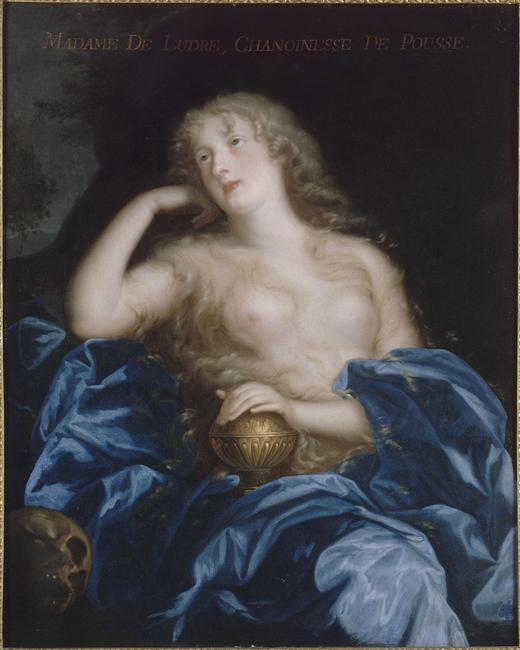
Marie-Élisabeth (Isabelle) de Ludres

Isis vyvolala u dvora skandál kvůli libretu. Již v případě Atyse se objevovaly veřejné i soukromé kritiky libretisty Philippa Quinaulta, které kulminovaly právě v době premiéry Isis. Nebylo tedy náhodou, že v jinak konvenční zápletce byly v postavě nesympatické, chorobně žárlivé Junony spatřovány rysy madame de Montespan a její rivalka, markýza de Ludres, která byla v tom čase milenkou krále Ludvíka XIV., byla rozpoznána v postavě Íó / Isis. Sám král pak byl přirozeně ztotožňován s Jupiterem, jehož pojetí také nebylo jednoznačně lichotivé (podle belgického historika Manuela Couvreura je Jupiter v Isis „karikaturou“ a „směšnou postavou“). Že byl tento výklad skutečně v oběhu, dokládá například dobová korespondence madame de Sévigné, a jak informoval Svatého otce apoštolský nuncius v Paříži, „zalíbení, které madame de Montespan v této opeře nalezla, bylo natolik malé, že ji zhlédla jen několikrát; některé situace zápletky nejen že neoceňuje, ale dokonce je shledává nepříjemnými“.
Veřejných útoků nebyli ušetřeni libretista, skladatel ani scénograf: po Paříži mimo jiné kolovala satirická píseň se slovy: „Verše Isis jsou ubohé / Lully u dvora zdechne / a Vigarani se oběsí / na jednom svých lan.“ Hlavní tíži hněvu madame de Montespan však pocítil Philippe Quinault: byl vyloučen od dvora, jeho penze byla zastavena a král mu zakázal nadále spolupracovat s Lullym. Kvůli těžké atmosféře o rok později odešla i markýza de Ludres; vítězství madame de Montespan však bylo jen velmi krátké, neboť již roku 1678 obnovil Ludvík XIV. vztah s madame de Maintenon, která madame de Montespan definitivně nahradila. V témže roce byl přijat na milost opět i Quinault – poté, co „se slzami v očích“ požádal krále veřejně o odpuštění.
Aféra s Isis měla ještě jednu oběť: temperamentní skladatel na hodinu propustil svého pomocného instrumentátora a dirigenta Jeana-Françoise Lallouetta, když se o něm doslechl, že se vychloubal autorstvím nejlepších kusů opery.

## Charakteristika
Quinaltovo libreto zpracovává námět z antické mytologie, což je typické pro tragédie lyrique. Jeho hlavním zdrojem byla epizoda z Ovidiových Proměn (paradoxně – na druhé straně však pochopitelně – s vynecháním samotné proměny titulní hrdinky v krávu).
U současníků nenalezlo mnoho pochopení. Filosof a spisovatel Pierre Bayle vyjadřoval obecný názor, když v korespondenci sice chválil hudbu a provedení, ale na žádost o zaslání libreta příteli odpověděl: „Tato opera je tak nepatrnou věcí, když jí chybí divadlo a zapojení strojů, že to ani nestojí za poštovné.“ Ještě Jean Boivin při repríze roku 1717 označuje děj jako „chladný a bez akce“. Pozdější bádání si cení libreta více a známý Dictionnaire des opéras Félixe Clémenta a Pierra Laroussa vysoce oceňuje jeho poetičnost. Podle Manuela Couvreura je Isis „mytologická fraška plná podvratného a demystifikujícího humoru, předchůdkyně [ Rameauovy ] Platée“.
Pro hudební stránku opery dlouho platilo hodnocení, jak je formuloval Jean-Laurent Lecerf de La Viéville de Fresneuse: že je to „opera pro hudebníky“ (odtud pochází přízvisko opera muzikantů), mezi Lullyho operami „bezesporu nejučenější“, kterou ocení především znalci a profesionálové, ale u běžného publika má nejméně úspěchu a patří mezi nejméně oblíbené. Hudební věda Isis oceňuje i v současnosti: například specialista na Lullyho opery Herbert Schneider upozorňuje na prolog opery, v němž je pomocí „jemného systému úplných a částečných opakování“ dosaženo hudební jednotnosti, která „nemá ve veškeré soudobé operní tvorbě obdoby“. Přestože Isis nebyla často uváděna, zanechala její hudba značné stopy v tvorbě jiných hudebníků. Jedna z nejznámějších scén opery – sbor třesoucích se (Le Chœur des Trembleurs, sám nápad pochází z Ballet des Fêtes de Bacchus hraného na francouzském dvoře roku 1651, hudební zpracování je však originální) ve 4. dějství – inspirovala Henryho Purcella k obdobné scéně, která je nejznámějším číslem jeho Krále Artuše (1691). Proslulosti dosáhlo rovněž trio moir, které je modelem pro obdobnou scénu v Rameauově opeře Hippolyte et Aricie (1733). Dalším známým místem je Panův nářek Hélas, hélas, quel bruit (česky: Běda! Běda! Jaký šum!) ze třetího dějství, které cituje François Couperin v L'Apothéose de Lully (1724).

## Inscenační historie

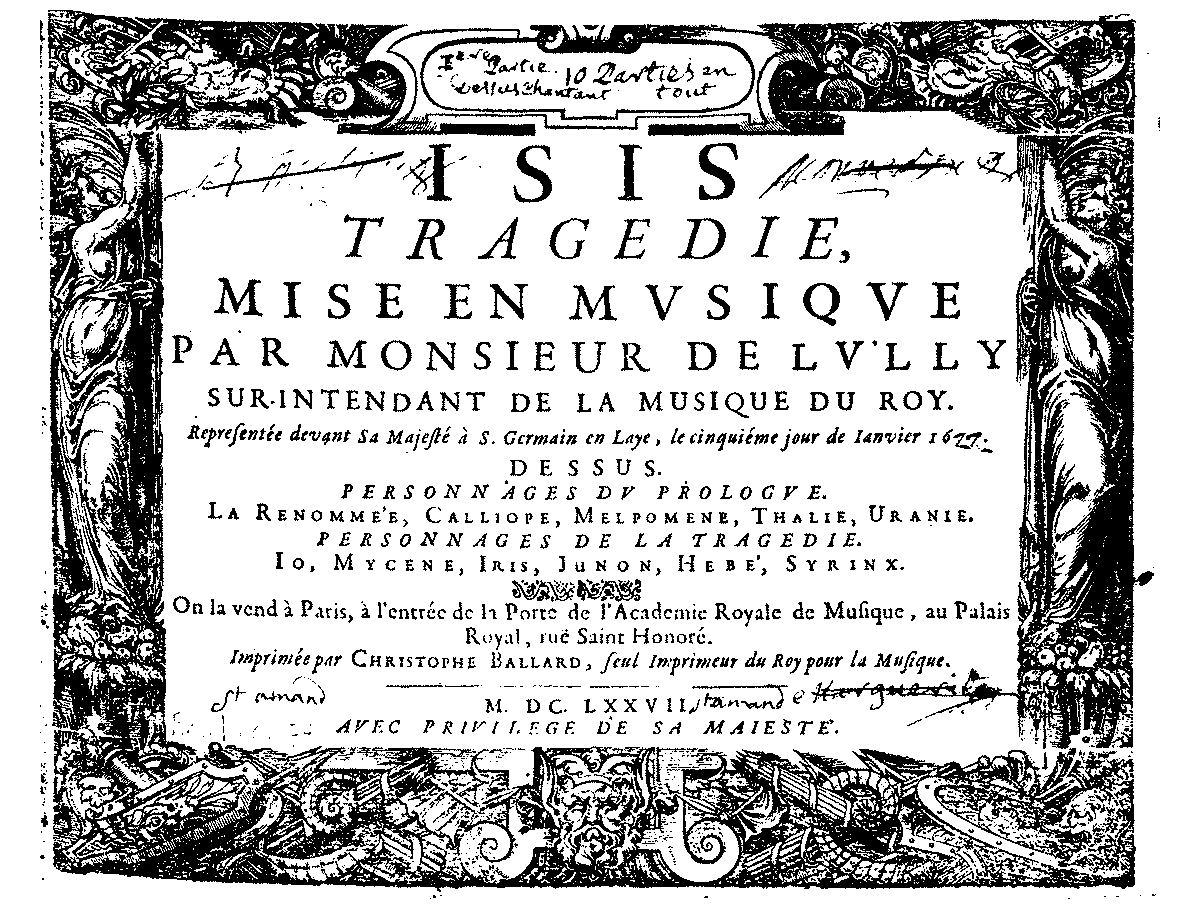
První vydání partitury

Lully od počátku chystal svou Isis uvést v Paříži v Théâtre du Palais-Royal („Académie royale de musique“); již 19. listopadu 1676 tam začaly zkoušky a trvaly až do 5. ledna 1677, tj. do premiéry v Saint-Germain-en-Laye. Opera v něm byla uvedena (až v srpnu), avšak pověst o jejím neúspěchu u dvora zapříčinila, že se nestala takovým impulsem pro provozování Lullyho děl v hlavním městě, jak si skladatel představoval; to se mu podařilo až s následující operou Bellérophon. Isis přitom byla první opera, u níž Lully od počátku plánoval vydat partituru pro možné soukromé provozování opery. U Christopha Ballarda nechal vytisknout deset partů (4 zpěvní a 6 instrumentálních) s dedikací králi. Roku 1719 pak byla vydána úplná partitura.
Počet dosažených představení v Paříži však byl nízký a opera se ve svém domovském divadle dočkala jen ojedinělých repríz, a to v letech 1704, 1717 a naposledy roku 1732. I mimo Paříž se prosadila jen v omezené míře a až po Lullyho smrti: doložena jsou nastudování v Lyonu v roce 1698, v Marseille v březnu 1701 a v Dijonu roku 1729. Zato získala trvalý význam jako vůbec první opera hraná v Nizozemsku: v Amsterdamse Schouwburg měla premiéru 25. listopadu 1677, tedy ještě v roce své saintgermainské premiéry. Libreto tištěné v Řezně z roku 1683 dokládá, že Isis zde byla hrána; jedná se zřejmě o první provedení Lullyho opery v Německu. Hrála se též v rezidenci bádenského markraběte v Karlsruhe a před rokem 1686 též v rezidenci braniborsko-ansbašského markraběte Johann Friedricha.
Od první třetiny 18. století se Isis na jevištích neobjevila. Její novodobou premiéru – v koncertní podobě – připravila La Simphonie du Marais pod vedením Huga Reyna, nejprve 6. července 2005 v Les Lucs-sur-Boulogne v rámci 9. festivalu barokní hudby ve Vendée, a následně 22. listopadu téhož roku v Královské opeře zámku ve Versailles (Opéra royal du château de Versailles). Toto nastudování bylo vysíláno v rozhlase a nahráno a vydáno na CD (Accord/Universal). Druhým nastudováním se stala studiová nahrávka od Les Talens Lyriques pod vedením Christopha Rousseta z roku 2019. Na scénické oživení Isis dosud čeká.

## Osoby a první obsazení

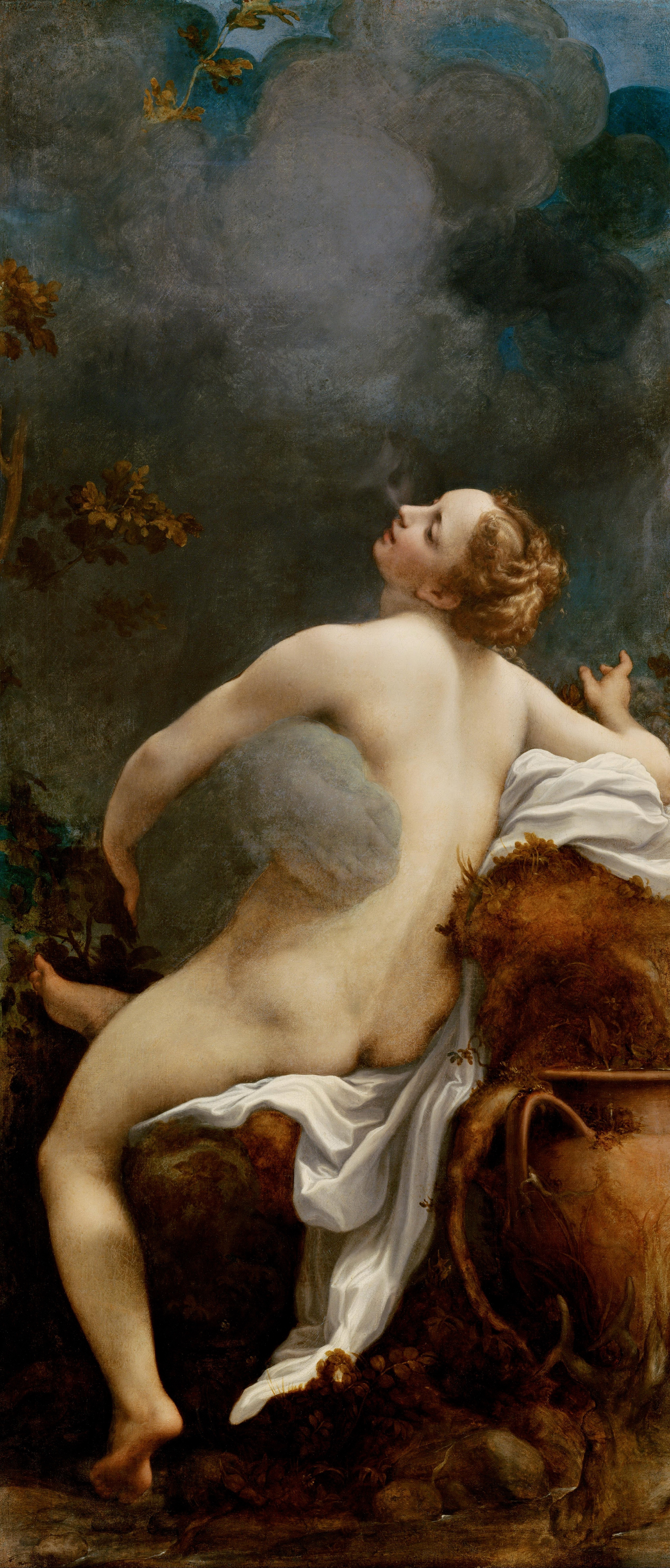
Jupiter navštěvuje Íó v podobě oblaku. Obraz Antonia da Correggio.

| osoba | hlasový obor | premiéra (5. 1. 1677)    |
| --- | ------------ | ------------------------ |
| Prolog |              |                          |
| Věhlas (La Renommée) | soprán       | Marie Verdier            |
| Neptun (Neptune) | bas          | M. Forestier             |
| Apollón (Apollon) | tenor        | M. de la Grille          |
| Kalliopé (Callyope), múza | soprán       | Mlle des Fronteaux       |
| Thálie (Thalie), múza | soprán       | Mlle Piesche             |
| Melpomené (Melpomène), múza | soprán       | Mlle Caillot             |
| Kleió (Clio), múza | …            | M. Régnier               |
| Úrania (Uranie), múza | …            | M. Datys                 |
| První triton | tenor        | Louis Gaulard De Mesny   |
| Druhý triton | tenor        | M. Nouveau               |
| Průvod Neptunův, tritonové a jiní mořští bohové; průvod Apollónův, devět múz a sedm svobodných umění |              |                          |
| Tragédie |              |                          |
| Hierax (Hiérax), smrtelník, milenec nymfy Íó, bratr Argův | bas          | Jean Gaye                |
| Pirantés (Pirante), smrtelník, Hieraxův přítel | tenor        | M. Langeais              |
| Íó (Io), nymfa, dcera řeky Inachus, milenka Jupitera a přijatá do řad nemeských pod jménem Isis | soprán       | Marie Aubry              |
| Mykéné (Mycène), nymfa, důvěrnice Íó | soprán       | Mlle Sainte-Colombe      |
| Merkur | tenor        | Bernard Clédière         |
| Iris, Junonina důvěrnice | soprán       | Mlle de Beaucreux        |
| Jupiter | bas          | François Beaumavielle    |
| Juno (Junon) | soprán       | Mlle de Saint-Christophe |
| Hébé, dcera Junony a bohyně mládí | soprán       | Marie-Madeleine Brigogne |
| Argos (Argus), smrtelník, Hieraxův bratr | bas          | M. Morel                 |
| Syrinx, nymfa | soprán       | Marie Verdier            |
| Pan | bas          | M. Godonesche            |
| Erínye, lítice (Erinnis) | tenor        | M. Ribon                 |
| První moira (Parque) | soprán       | Mlle Bony                |
| Druhá moira (Parque) | tenor        | M. Langeais              |
| Třetí moira (Parque) | tenor        | M. Forestier             |
| Hladomor (La Famine) | tenor        | …                        |
| Válka (La Guerre) | bas          | …                        |
| Povodeň (L'Innondation) | tenor        | …                        |
| Požár (L'Incendie) | bas          | …                        |
| Božstva země, vod a podzemního bohatství, ozvěny, průvod rozkoší, průvod Hébé, průvod a nymfy Junony, satyrové z průvodu Pana, silváni, Panovi následovníci, lidé ledového podnebí, Chalybové kující ocel, průvod moir: Válka a Hrůzy války, Hladomor, Prudké a Vleklé choroby, Požár, Povodeň, nebeská božstva, lid Egypta |              |                          |

## Děj opery

### Prolog
Palác Věhlasu, kam přicházejí o veškerých nových významných událostech. Věhlas se svými pomocníky, Pověstmi (Rumeurs) a Hluky (Bruits), chvalořečí „vítěznou chrabrost největšího hrdiny“, vládnoucího ke štěstí francouzské říše, jemuž závidí mnozí králové (recitativ Publions en tous lieux a árie C'est lui dont les Dieux ont fait choix). Přichází bůh moře Neptun se svým průvodem tritonů a jiných vodních božstev, aby zvěstoval nové triumfy téhož vítěze, tentokrát na moři (duet tritonů C'est le Dieu des eaux qui va paraître a duet Neptuna a Věhlasu Célébrez son grand nom sur la terre et sur l'onde). Následuje jej průvod Apollóna s devíti múzami a sedmi svobodnými uměními. Múzy vyzývají k chvilkovému oddechu od zbraní, aby zavládl mír (árie múz Cessez pour quelque temps bruit terrible des armes). Na oslavu hrdinů vyzývá Apollón múzy, aby připravily novou slavnost a okouzlující rozptýlení (ansámbl Hâtez-vous, Plaisirs, hâtez-vous). Průvody Věhlasu, Neptuna a Apollóna se spojí ve společném tanci.

### 1. dějství

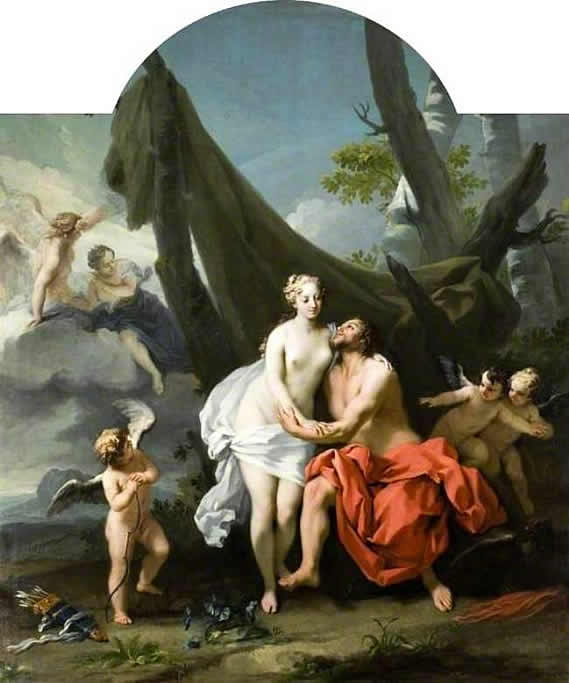
Jupiter a Íó, sledování žárlivou Junonou. Obraz Jacopa Amigoniho

Na louce u břehů řeky Inachus se nachází Hierax. Je zamilován do nymfy Íó, kterou považuje za nevěrnici, nedokáže se však lásky k ní zbavit (monolog Cessons d'aimer une infidèle). Jeho přítel Pirantés jej chlácholí a přesvědčuje jej o lásce Íó, která kvůli Hieraxovi odmítla mnoho nápadníků (árie C'est trop entretenir), Hierax však nachází známky její nestálosti v tom, že nymfa stále oddaluje jejich sňatek a její vyznání lásky znějí neupřímně. Vida přicházet Íó, nechává s ní Pirantés Hieraxe o samotě s radou, aby si věci mezi sebou vyjasnili. Íó se snaží rozptýlit pochybnosti svého milence, nedokáže jej však přesvědčit (árie Hieraxe Vous juriez autrefois a duet Je cherche en vain l'heureux amant). Když ji později její důvěrnice Mykéné utěšuje a vyzdvihuje Hieraxovu lásku (árie Mykéné Ce prince trop longtemps dans ses chagrins s'obstine), přiznává Íó, že Hieraxova podezření nejsou lichá. O její přízeň totiž usiluje sám vládce bohů Jupiter, a ačkoli mu dosud odolává, cítí, že brzy podlehne – v čemž se jí u Mykéné dostává plného pochopení.

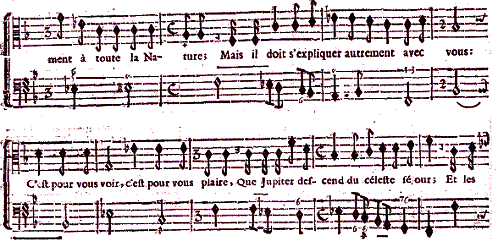
Árie Merkura (C'est ainsi que Mercure)

Mykéné vidí sestupovat na oblaku Merkura a protože ví, že přichází kvůli Íó, nechává svou přítelkyni o samotě. Merkur zvěstuje všem, že brzy přijde na zem Jupiter, aby na zemi rozesel štěstí (árie Merkura Le Dieu puissant qui lance la tonnerre), čímž vyvolává u všech radost. Pak ale po straně vysvětlí Íó, že Jupiter ve skutečnosti sestupuje kvůli ní a že zbytek je jen záminka, aby obelstil svou žárlivou manželku (árie Merkura C'est ainsi que Mercure). Íó protestuje, že je zaslíbená jinému, ale Merkur jí vysvětluje, že vyměnit snoubence za vládce bohů není hanba. Za hřmění hromu, ale s příslibem míru sestupuje Jupiter na zem a přijímá hold božstev země, vod a podzemních bohatství (árie Jupitera Les armes que je tiens protègent l'innocence a sbor Jupiter vient sur la terre).

### 2. dějství
Íó je sama u břehů Inachu, ale všechno je zahaleno neproniknutelným oblakem. Nymfa se domnívá, že se může jednat o pomstu Juno (árie Où suis-je? D'où vient ce nuage?). V iluminaci se však objeví Jupiter a upokojuje Íó: oblak slouží jen tomu, aby je skryl před zraky jeho žárlivé choti. Bůh nebevládce představuje nymfě svou moc nad celým světem a žádá ji o lásku (velká scéna Jupitera a Íó Vous voyez Jupiter; que rien ne vous étonne). Íó se mu snaží vymanit, protože je již zasnoubena. Jupiter ji však přesvědčuje, že své cti učinila zadost již tím, že u nepodlehla okamžitě, a Íó sama přiznává, že v Jupiterově přítomnosti klade její srdce příliš málo odporu. V rozpacích se snaží utéci. Jupiter se chystá za ní, zadrží ho však Merkur, který svému vládci zvěstuje, že se blíží Juno a že vyslala předem svou důvěrnici Iris. Jupiter Merkurovi ukládá zadržet Iris a sám spěchá za nymfou.
Merkur se snaží zastavit Iris tím, že se jí dvoří. Iris sice ví, že Merkurova věrnost si nezadá s Jupiterovou, ale jeho poklony ráda přijímá (duet Arrêtez, belle Iris… Si je fais ma première affaire). Jejich laškování přeruší Juno sestupující na oblaku. Iris se přiznává, že nymfu nenalezla, Juno je přesto přesvědčena o manželově nevěře (recitativ Ah! Je n'ai pas besoin d'en savoir davantage a árie L'amour, cet amour infidèle). Přichází Jupiter a ptá se, co zde jeho choť dělá: měla dnes v zahradě Hébé vybírat novou nymfu do svého doprovodu. Juno mu tvrdí, že se neodvážila provést výběr bez jeho svolení, nicméně že její volba padla na jistou ctihodnou nymfu, kterou chce od Jupitera darem. Jupiter slibuje a Juno vysloví, že se jedná o Íó. Jupiter je nucen potvrdit svůj slib a pověřit Merkura jeho naplněním.
Hébé, bohyně mládí, ve svých zahradách vyzývá nymfy ke hrám, zábavě, zpěvu a tanci (árie Hébé Les plaisirs les plus doux, duet nymf Aimez, profitez du temps, sbor Que ces lieux ont d'attraits! a balet). Iris a Merkur přivádějí Íó; Hébé ji vítá do Junoniny veselé družiny (Que c'est un plaisir charmant), Íó mlčí.

### 3. dějství

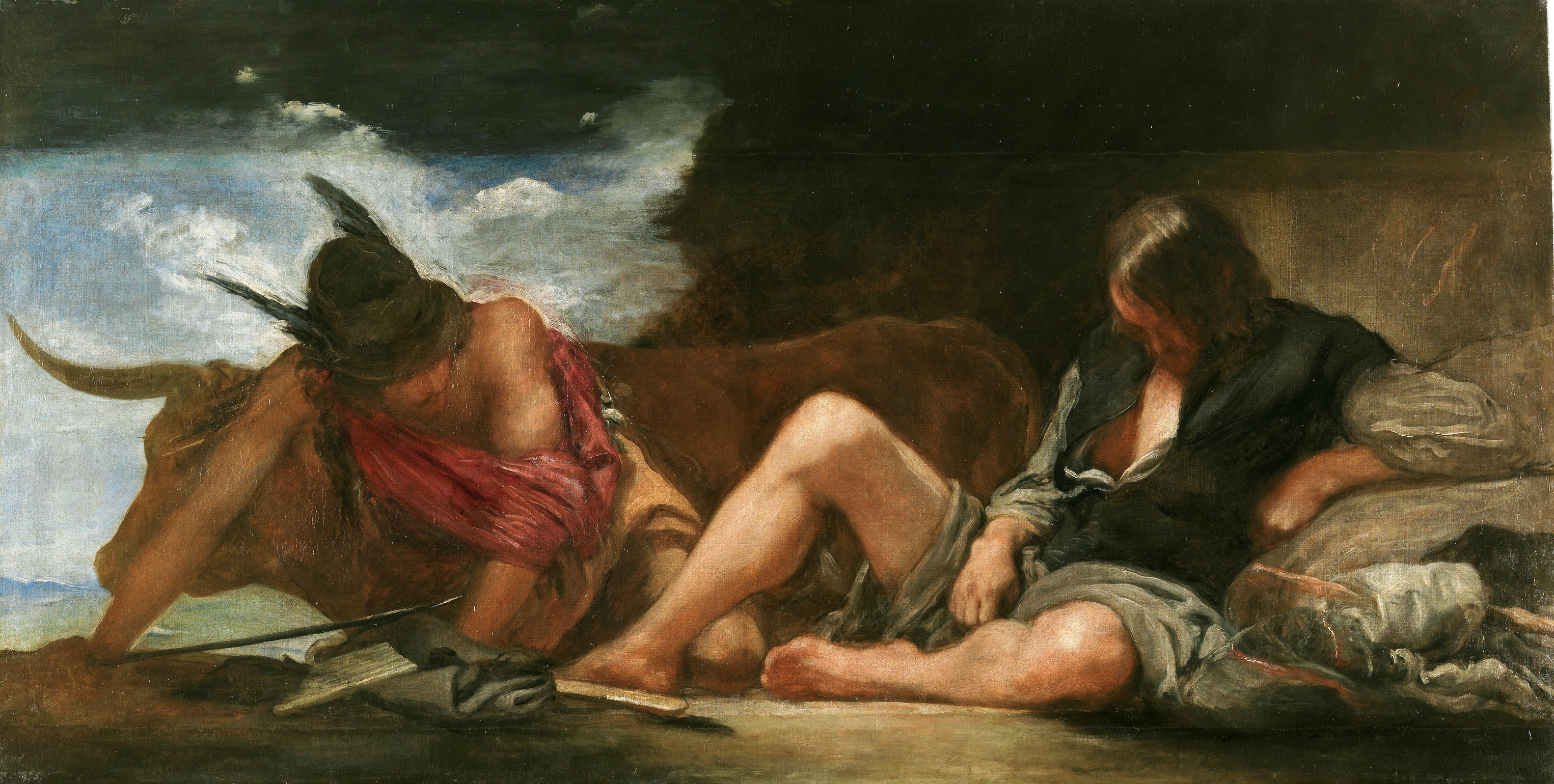
Merkur a Argos, obraz Diega Vélazqueze

Íó nezůstala v zahradě Hébé; na opuštěném místě, u jezera uprostřed lesa, ji stráží stooký pastýř Argos, Hieraxův bratr. Nymfa se táže, čím se provinila, a Argos jí odpovídá, že svou krásou: kvůli ní Juno zapověděla, aby se Íó s kýmkoli setkala (dialog Dans ce solitaire séjour). Argos zamyká Íó do svého příbytku. Íó marně doufá v Jupiterovu pomoc. – Přispěchá Hierax, který zahlédl svou snoubenku, ale Argos má Junonin příkaz a nedovolí bratrovi, aby s Íó promluvil. Zato mu prozradí, že nymfu svedl Jupiter. Hierax je rozlícen a bratr mu radí, aby na nevěrnou snoubenku zapomněl a užíval svobody (árie Hiraxe Diex tout puissants! ah! vous étiez jaloux a duet Heureux qui peut briser).
Arguva slova o svobodě jako ozvěnou opakují přicházející nymfy, které zpívají a tančí (sbor Liberté, liberté). Merkur v přestrojení za pastýře přivádí lesní nymfy, pastýře, satyry a silvány a vysvětluje Argovi, že bůh Pan stále truchlí pro ztrátu nymfy Syrinx a dnes znovu pořádá představení, které zpřítomní příběh jejího nešťastného konce. Argos svoluje. Merkur po straně pověřuje účinkující, aby upoutali a odvedli strážcovu pozornost.
Představení: Pastýři se snaží krásnou nymfu Syrinx přemluvit k lásce, ta však odolává, protože její vášní je lov (duet pastýřů Quel bien devez-vous attendre). Pan vyznává Syrinx lásku a chce si ji vzít, ale cudná nymfa ho odmítá (dialog Je vous aime, Nymphe charmante, árie Syrinx Les maux d'autrui me rendront sage). Silvánové, satyrové a pastýři na jedné straně, nymfy na druhé, předvádějí týž děj (sbor a balet Aimons sans cesse. – N'aimons jamais). Syrinx odbíhá s družkami na lov, brzy se ale vrací, protože ji Pan stále sleduje. Nemůže se jeho pozornosti nijak zbavit, a když se jí pastýři, satyrové a silvánové chtějí umocnit, vrhá se nymfa do jezera, kde se promění v rákos. Je slyšet jen vítr povívající rákosem a Pan truchlí nad ztrátou své milované (žalozpěv Pana Hélas! Hélas! Quel bruit!). Vyrábí z rákosu píšťalky a rozdává je pastýřům, kteří na ně pískají věčnou píseň o krásné Syrinx.
Představení zapůsobilo, uspalo Arga natolik, že zavřel všech sto svých očí. Merkur se svým doprovodem hůlkou otevírá jeho chýši, osvobozuje Íó a chce ji rychle odnést k Jupiterovi. Vyskočí však Hierax, aby mu v tom zabránil, a křikem probudí i bratra; oba volají na pomoc Junonu. Merkur svou okřídlenou holí Arga zabije a Hieraxe promění v dravého ptáka. Pak i s doprovodem zmizí, zanechav Íó na místě. Vzápětí dorazí na svém kočáře Juno: vzkřísí Arga v podobě páva a na Íó za trest přivolá z podsvětí lítici Erínyi, aby jí dala cítit Junonin hněv (árie Junony Revois le jour, Argus, que ta figure change). Zatímco se Juno vrací na nebesa, lítice odvléká Íó s sebou.

### 4. dějství

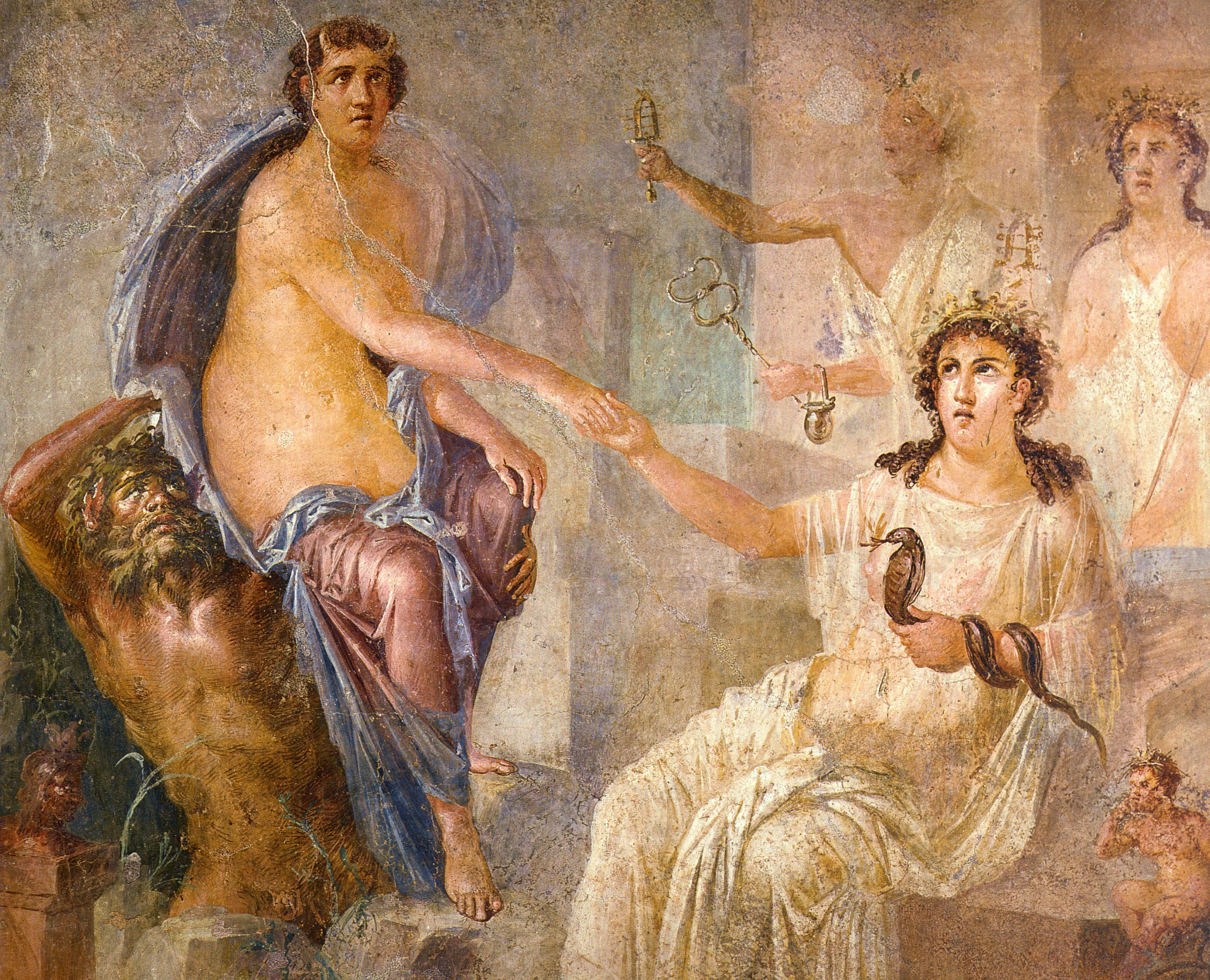
Íó a Isis. Freska z Pompejí

Na nejchladnějším místě ve Skýthii se obyvatelé třesou věčnou zimou (sbor lidí ledového podnebí L'hiver qui nous tourmente). Erínye přináší Íó, která si stěžuje na svá muka. Lítice představuje obyvatelům ledových krajin nymfu, která trpí stokrát více než oni, protože ji stíhá Junonin hněv (Erínye, Íó a sbor alheureux habitants d'une demeure affreuse).
Poté přivádí Erínye nebohou nymfu ke kovářskému lidu Chalybů, kde mezi rozžhavenými pecemi vládne nevýslovný žár (sbor Tôt tôt tôt – Que le Feu des forges S'Allume a průvod kovářů); kováři navíc obklopí trpící nymfu rozžhavenými kusy železa. Íó opět vyzývá lítici k milosrdenství, ale marně; začíná toužit po tom, aby Jupiter miloval Junonu a utišil tak nenávist bohyně k ní. Vytrhne se lítici a vrhá se do moře, aby ukončila své trápení, ale Erinnis ji následuje.
Před slují moir (sudiček) členové jejich průvodu – sestávající z války, hladomoru, požáru, povodně, nemocí a jiných ran – přivádějí smrti bez ustání a s krutým potěšením stále nové oběti (sbor a balet Exécutons l'arrêt du sort). Přichází Íó a prosí kohokoli z nich, aby jí uštědřili smrt, ale to se může stát jen na rozkaz moir, vchod do jejichž sluje se před nymfou (a její pronásledovatelkou Erínyí). Íó moirám vysvětluje svou situaci, podle nich však utrpení nymf nemůže ustat jinak, než že si Junonu usmíří (tercet moir Le fil de la vie). Otázku, jak to má Íó udělat, však nechávají bez odpovědi.

### 5. dějství
Poblíž delty Nilu vytahuje Erínye z moře vysílenou Íó. Ta trpí natolik, že obviňuje Jupitera ze svého neštěstí a žádá po něm, aby jí dopřál smrt (árie Terminez mes tourments. puissant maître du monde). Jupiter se objevuje a s omluvami vysvětluje Íó, že pro ni nemůže nic udělat a že je proti hněvu své choti bezmocný. Na místo sestupuje i Juno. Jupiter se ji snaží obměkčit (árie Venez, venez, Déesse impitoyable), jeho přímluvy za nymfu však spíše oživují Junoninu žárlivost. Jupiter tedy s Juno uzavře dohodu: přísahá jí opět svou lásku a věrnost, pokud se bohyně vzdá pomsty (duet Abandonnez votr vengeance). Juno osvobozuje Íó od lítice a společně s Jupiterem ji pozvedají mezi bohy. Má zůstat v Egyptě pod novým jménem Isis a Egypťané ji bude uctívat. Bohové ji přijímají mezi sebe a egyptský lid ji oslavuje (sbor a balet božstev a egyptského lidu Venez, venez, Divinité nouvelle).

## Isis ve filmu
Část z opery Isis (konkrétně první scéna prologu: recitativ Publions en tous lieux a árie C'est lui dont les Dieux ont fait choix) se objevuje v historickém filmu Král tančí.

## Nahrávky
- 1972, výňatky (Erato, LP 1972, CD 2003). Zpívají Nadine Sautereau, Jocelyne Chamonin, André Mallabrera, Roger Soyer. Orchestre Jean-François Paillard a Chorale Caillard řídí Jean-François Paillard.
- 2005 (Accord, 3 CD, 2005). Zpívají (Íó / Isis) Françoise Masset, (La Renommée, Iris, Hébé, Première Parque) Isabelle Desrochers, (Calliope, Mycène, Syrinx) Valérie Gabail, (Junon, Seconde Parque) Guillemette Laurens, (Mercure, Second Berger, Premier conducteur des Chalybes) Howard Crook, (Hiérax, Pan) Bertrand Chuberre, (Jupiter) Bernard Deletré, (Neptune, Argus, Second conducteur des Chalybes) Renaud Delaigue, (Apollon, Pirante, Premier Berger, Erinnis) Robert Getchell, Francesca Congiu, Geneviève Kaemmerlen, Renaud Tripathi, Thomas van Essen, Matthieu Heim. La Symphonie du Marais a Le Choeur du Marais řídí Hugo Reyne (živý záznam z IX. festivalu barokní hudby ve Vendée).